# Cinara maritimae
Cinara maritimae är en insektsart. Cinara maritimae ingår i släktet Cinara och familjen långrörsbladlöss. Inga underarter finns listade i Catalogue of Life.